# Allen H. Greenfield
Allen H. Greenfield (născut 1946), de asemenea cunoscut sub numele ecleziastic Tau Sir Hasirim, este un ocultist american, magician, ufolog, scriitor, editor și episcop gnostic al Ecclesia Gnostica Universalis. El locuiește în Atlanta, Georgia. Cartea sa The Story of the Hermetic Brotherhood of Light (cu sensul de Povestea Fraternității Hermetice a Luminii) este una dintre puținele surse de informații cu privire la acest subiect. Cartea sa The Compleat Rite of Memphis (cu sensul de Ritul Complet de Memphis) este o istorie completă a unui rit egiptean al masoneriei. A editat o ediție autorizată, adnotată a lucrării Liber Thirty-One (cu sensul de Liber 31) de Charles Stansfeld Jones.

## Cărți publicate
- Silver Bridge, de Gray Barker, introducere de Allen Greenfield. Saucerian Books, 1970. Library of Congress Catalogue Number 70-119512.
- Saucers and Saucerers. PANP Press, 1975.
- Secret Cipher of the UFOnauts. Illuminet Press, 1994; Revised Edition Manutius Press, 2005. ISBN 1-4116-6759-X
- The Story of the Hermetic Brotherhood of Light. Looking Glass Press, 1997. ISBN 91-88708-03-9
- The Compleat Rite of Memphis. Luxor Press, 1998. ISBN 1-891948-01-6
- Liber Thirty-One (ediție autorizată de C.S. Jones (Frater Achad); editată și adnotată de T Allen Greenfield. Luxor Press, 1998. ISBN 1-891948-00-8
- The Book of Lies: The Disinformation Guide to Magick and the Occult. Editată de Richard Metzger; Allen Greenfield, contributor. Disinformation Books, 2003. ISBN 0-9713942-7-X
- Secret Rituals of the Men in Black. Manutius Press, 2005. ISBN 1-4116-6764-6
- The Roots of Modern Magick: Glimpses of the Authentic Tradition from 1700-2000, An Anthology. Ediție revizuită, Manutius Press, 2006. ISBN 978-1-4116-8978-7